# Chó xù

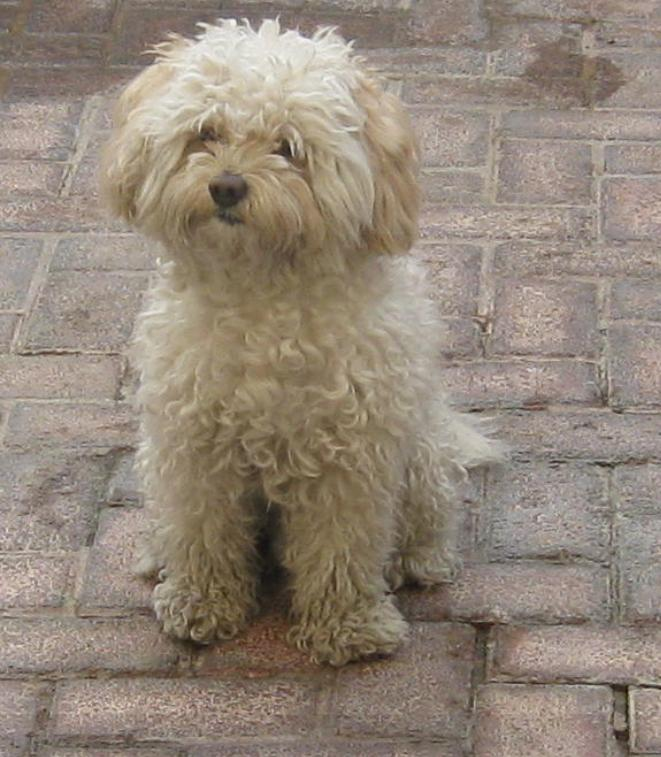
Một con chó xù

Chó xù, chó lông xù hay chó bông là những giống chó có lông dài, mõm ngắn, tai rũ, mắt đen và đuôi cuộn tròn. Tuổi thọ của chúng là 15 năm hoặc nhiều hơn. Chó xù là loại chó thông dụng trong các loài chó cảnh. Trong văn hóa, các chú rối xuất hiện trong phim hoạt hình The Muppets và loạt phim điện ảnh cùng tên đã truyền cảm hứng cho những người nuôi chó, biến những chú chó xù trở thành nhân vật trong phim.
Trong tiếng Anh, thuật ngữ chó xù bắt nguồn từ từ Bichon có nguồn gốc từ Miền Trung nước Pháp chỉ về một con chó nhỏ tóc dài và bắt nguồn từ tiếng Pháp cổ là biche có nghĩa là con chó cái, cũng như tiếng Bắc Âu cổ là bikkja cũng có nghĩa là con chó cái và tiếng Đức: Betze cũng lại là con chó cái. Một số suy đoán rằng nguồn gốc của từ bichon là kết quả của việc mất âm tiết trong từ barbichon tức con chó xù nhỏ hay barbiche: con chó xù xì.

## Một số giống
- Affenpinscher hay còn gọi là chó khỉ: Người ta gọi nó là chó khỉ bởi khuôn mặt khá giống loài linh trưởng và bởi tính cách khá hiếu động. Chó khỉ thuộc giống chó nhỏ với chiều cao trung bình khoảng 25–38 cm, nặng từ 3-3,6 kg. Chúng có bộ lông khá xù xì, nhưng không bị bện vào nhau, thường có màu đen hay xám đen. Chó khỉ đặc trưng bởi cái đầu tròn tròn, cổ ngắn, mặt nhìn hao hao con khỉ, lông trên khuôn mặt khá rậm và tai hơi nhọn.
- Komondor là giống chó chăn cừu của Hungary. Chúng có thể cao tới 90 cm và có bộ lông trắng, xoắn vào nhau dài từ 20-27 với tổng trọng lượng 30 kg. Khi được 9 tháng tuổi, bộ lông và bờm của chúng bắt đầu phát triển mạnh mẽ. Lông của chúng rất mềm và mượt, nhưng thường tự cuộn lại với nhau thành từng búi nhỏ như sợi giẻ lau nhà. Mỗi lần tắm, Komondor sẽ phải mất 2,5 ngày để bộ lông khổng lồ được khô ráo hoàn toàn.
- LowChen hay còn được gọi Little lion dog (chó sư tử nhỏ) là giống chó hiếm và đắt nhất thế giới. Đây là loài chó có gu thời trang độc đáo và phong cách nhất trong họ hàng nhà chó. Sư tử nhỏ có bộ lông khá dài, mượt mà và lượn sóng đặc trưng. Nhưng kỳ lạ ở chỗ, lông chỉ mọc rậm ở nửa thân trên, ở đuôi và ở các khoeo chân, giống chó nhỏ, ít gây dị ứng. Chúng có mõm ngắn, mắt tròn, hộp sọ rộng.
- Puli là giống chó nhỏ, vừa của Hungary, xuất hiện từ thời xa xưa. Đã có bằng chứng chứng minh rằng, chúng đã có mặt trên Trái Đất từ 6.000 năm trước. Đây cũng là một loài chó chăn cừu hữu dụng của người dân Hungary.
- Chó Bergamasco: Tổ tiên chó Bergamasco sống ở vùng Iran ngày nay, nhưng các lứa con cháu lại có mặt ở dãy Alpes của Ý, gần vùng Bergamo nên được gọi tên theo vùng này. Công việc thường ngày của chúng là chăn dắt gia súc. Các sợi lông dài xoắn và bện lại thành từng chùm xếp chồng lên nhau, làm cho chúng trông giống đang mang theo một tấm thảm dày.
- Poodle hay còn gọi là chó săn vịt là một giống chó săn dùng để săn các loại thủy cầm trong đó chủ yếu là vịt. Ngày nay giống chó này được lai tạo để trở thành dòng chó cảnh. Tên "Poodle" của chúng xuất phát từ chữ "Pudel" trong tiếng Đức, nghĩa là "thợ lặn" hay là "chó lội nước" và bộ lông của chúng có thể đè bẹp cơ thể khi ở trong nước.